# Містер Дарсі
Містер Фіцвільям Дарсі (англ. Mr Fitzwilliam Darcy) — вигаданий персонаж, один з головних героїв роману Джейн Остін «Гордість і упередження». Дарсі представлений як холодний і досить проникливий чоловік. Елізабет Беннет та інші персонажі називають його  містер Дарсі . У книзі його повне ім'я згадано лише двічі.
| Піноккіо | Це незавершена стаття про літературного персонажа. Ви можете допомогти проєкту, виправивши або дописавши її. |